# میتل‌اشمرتز

## تعریف
میتل اشمرتز درد یک طرفه ناحیه تحتانی شکم است که در رابطه با تخمک گذاری می‌باشد. میتل اشمرز واژه‌ای آلمانی است به معنی درد میانی که در اواسط چرخه قاعدگی رخ می‌دهد-تقریباً ۱۴ روز پیش از دوره قاعدگی بعدی.
میتل اشمرز در بیشتر موارد نیازی به درمان ندارد. داروهای مسکن و درمان‌های خانگی برای میتل اشمرز خفیف کافی می‌باشند. اگر میتل اشمرز برای فرد مشکل‌زا باشد، پزشک ممکن است داروهای خوراکی پیشگیری از بارداری را برای توقف تخمک گذاری و جلوگیری از درد میان‌چرخه‌ای تجویز کند.

## علائم
درد میتل اشمرز معمولاً چند دقیقه تا چند ساعت طول می‌کشد، اما ممکن است تا ۱ یا ۲ روز نیز به طول بینجامد. درد میتل اشمرز ممکن است:
- در یک طرف ناحیه تحتانی شکم
- مبهم و کرامپی
- تیز و ناگهانی
- همراه با خونریزی یا ترشح خفیف واژینال
- نادر و شدید

درد میتل اشمرز در ناحیهٔ تخمک گذاری نخمدان ایجاد می‌شود. درد ممکن است هر ماه در یک طرف ایجاد شود یا ممکن است چندین ماه در یک طرف ایجاد شود.

## چه موقع به پزشک مراجعه کنیم
میتل اشمرز به ندرت نیاز به درمان پزشکی دارد. در هر حال، اگر فرد دچار درد جدیدی در ناحیه لگن شود که شدید و همراه با حالت تهوع و تب بوده یا ادامه‌دار باشد، باید به پزشک مراجعه کرد. این مشکل می‌تواند یک مشکل جدی غیر از میتل اشمرز باشد، مانند آپاندیسیت، بیماری التهابی لگن یا حتی حاملگی نابجا.

## دلایل
میتل اشمرز در طول تخمک گذاری زمانی که فولیکول پاره شده و تخمک را آزاد می‌کند، رخ می‌دهد. برخی زنان هر ماه دچار میتل اشمرز می‌شوند، برخی دیگر گاهی دچار این درد می‌شوند.
علت دقیق میتل اشمرز نامشخص است، اما دلایل ممکن برای درد عبارتنداز:
- درست قبل از اینکه تخم توسط تخمک گذاری رها شود رشد فولیکول، سطح تخمدان را کشیده و سبب درد می‌شود.
- مایع یا خون آزاد شده از فولیکول پاره سبب آزار صفاق شده و منجر به درد می‌شود.

درد در دیگر نقاط دوره قاعدگی میتل اشمرز نیست. این موارد می‌توانند کرامپ قاعدگی نرمال (دیسمنوره) باشند که در طول پریود رخ می‌دهد یا ممکن است مربوط به دیگر مشکلات شکمی یا لگنی باشند که در صورت شدید بودن درد باید به پزشک مراجعه کرد.

## درمان
درمان‌های احتمالی میتل اشمرز عبارتنداز:
داروهای مسکن: برای رهایی از درد ناشی از میتل اشمرز، فرد می‌تواند از داروهایی مانند استامینوفن، آسپرین، ایبوپروفن یا ناپروکسن استفاده کند.
داروهای خوراکی پیشگیری از بارداری: اگر میتل اشمرز سبب درد شدید بوده یا هر ماه رخ دهد، فرد می‌تواند با پزشک خود در مورد مصرف داروهای کنترل بارداری مشورت کند. این داروها از تخمک گذاری جلوگیری می‌کنند.